# Tjaronn Chery
Tjaronn Inteff Chefren Chery (* 24. Juni 1988 in Den Haag) ist ein surinamisch-niederländischer Fußballspieler.

## Karriere
Chery spielte für die Nachwuchsabteilungen der Vereine U.D.I. Enschede und vv Victoria'28 und gehörte ab 2002 der Nachwuchsabteilung von FC Twente Enschede an. 2008 wurde er bei Twente in den Profikader aufgenommen aber nach einer halben Saison und einem Ligaeinsatz an den SC Cambuur und anschließend an RBC Roosendaal ausgeliehen.
2010 verließ Chery Twente und spielte anschließend für den FC Emmen. Hier erzielte er in 33 Ligaspielen neun Tore und machte damit einige Erstligisten auf sich aufmerksam. So wurde er um Sommer 2010 von ADO Den Haag verpflichtet. Hier spielte er zwei Spielzeiten lang und wurde die Saison 2013/14 an den FC Groningen ausgeliehen. Nach der Leihsaison wurde Chery von FC Groningen verpflichtet.
Im Sommer 2015 wechselte Chery ins Ausland zu den Queens Park Rangers. Nach zwei Spielzeiten für die Engländer verpflichtete ihn der chinesische Verein Guizhou Hengfeng. Für die Saison 2018/19 wurde Chery an den türkischen Erstligisten Kayserispor ausgeliehen. Nach Auslaufen des Vertrages mit den Chinesen wurde er von Maccabi Haifa verpflichtet. Dort wurde er 2021 nationaler Meister sowie Gewinner des Superpokals. Nachdem er im Januar 2024 bis Saisonende an NEC Nijmegen ausgeliehen war, wechselte Chery im Sommer 2024 zum belgischen Erstdivisionär Royal Antwerpen. Er bestritt in seiner ersten Saison 40 von 41 möglichen Ligaspielen für Antwerpen, in denen er vierzehn Tore schoss, sowie fünf Pokalspiele mit vier Tore.
Im Sommer 2025 wechselte Chery zum NEC Nijmegen.

## Nationalmannschaft
Von März bis Juni 2021 absolvierte Chery drei WM-Qualifikationsspiele für die surinamische A-Nationalmannschaft. Es folgten zwei weitere Einsätze in den Jahren 2022 und 2023.

## Erfolge
- Niederländischer Pokalsieger: 2015
- Israelischer Meister: 2021, 2022, 2023
- Israelischer Superpokalsieger: 2021, 2023